# Кэмпбелл, Чарльз Огастас Розенхаймер
Чарльз Огастас Розенхаймер Кэмпбелл (англ. Charles Augustus Rosenheimer Campbell, Sr.; 29 декабря 1863, Сан-Антонио — 22 февраля 1931, Сан-Антонио) — американский медик.
Окончил Университет Тулейна, после чего вернулся в свой родной город, где вёл медицинскую практику, в том числе как главный инфекционист. Преимущественно известен благодаря идее бороться с малярией (весьма распространённой в это время в Техасе) путём разведения летучих мышей, уничтожающих являющегося переносчиком заболевания малярийного комара. Придя к этой идее на рубеже веков, Кэмпбелл много лет экспериментировал с различными моделями насестов для летучих мышей (англ. bat roosts), желая таким образом привлекать их к гнездованию в нужных местах. В 1910 г. он наконец построил насест нужного размера и устройства и заселил его летучими мышами, благодаря которым численность комаров в окрестностях, по его мнению, резко упала. В 1914 г. городской совет Сан-Антонио, признав успешность эксперимента, ввёл запрет на убийство летучих мышей, в 1917 г. аналогичный запрет был принят во всём штате Техас. Помимо эпидемиологической задачи, насесты Кэмпбелла позволяли собирать и продавать помёт летучих мышей.
Свой опыт Кэмпбелл изложил в книге «Летучие мыши, комары и доллары» (англ. Bats, Mosquitoes, and Dollars; Бостон, 1925), вышедшей с предисловием Э. Сетон-Томпсона. Эта книга, однако, подверглась резкой критике Э. А. Голдмана, указавшего в своей рецензии, что Кэмпбелл необоснованно обобщает свой опыт работы с одним видом летучих мышей (бразильским складчатогубом) на всех остальных (в большинстве своём не склонных к столь коллективному образу жизни), а представление о том, что именно малярийный комар является излюбленной пищей летучих мышей, научно не доказано.